# Барановські (герб)
Барановські (Барановський, пол. Baranowski) — шляхетський герб, наданий в австрійській Польщі.

## Опис герба
У пересіченому щиті у верхньому срібному полі половина червоного орла, у нижній синій половина срібного зубчастого колеса. Нашоломник: три страусових пір'їни: срібна між синіми. Намет блакитний, підбитий сріблом.

## Найперша згадка
5 листопада 1887 року герб надано президенту Краківської торговельно-промислової палати Теодору Барановському, разом з першим ступенем шляхетства (Edler von) і придомком фон Згода (нім. von Zgoda) в Галичині.

## Геральдичний рід
Барановські.